# Campionati europei di corsa campestre 1999
Il VI Campionato europeo di corsa campestre si è disputato a Velenje, in Slovenia, il 12 dicembre 1999. Il titolo maschile è stato vinto da Paulo Guerra mentre quello femminile da Anita Weyermann.

## Risultati
I risultati del campionato sono stati:

### Individuale (uomini senior)
| Pos. | Atleta             | Tempo (m's") |
| ---- | ------------------ | ------------ |
|      | Paulo Guerra       | 32'45"       |
|      | Eduardo Henriques  | 32'50"       |
|      | Jon Brown          | 33'32"       |
| 4.   | Mustapha El Ahmadi | 33'41"       |
| 5.   | Domingos Castro    | 33'44"       |
| 6.   | Claes Nyberg       | 33'46"       |
| 7.   | Serhiy Lebid       | 33'50"       |
| 8.   | Umberto Pusterla   | 33'53"       |

### Squadre (uomini senior)
| Pos. | Nazione                                                                 | Punti |
| ---- | ----------------------------------------------------------------------- | ----- |
|      | Gran Bretagna Jon Brown Karl Keska Dominic Bannister Keith Cullen       | 35    |
|      | Portogallo Paulo Guerra Eduardo Henriques Domingos Castro Vitor Almeida | 41    |
|      | Francia Mustapha El Ahmadi Lahbib Hanini Augusto Gomes Laurent Vapaille | 58    |
| 4.   | Italia                                                                  | 71    |
| 5.   | Irlanda                                                                 | 94    |
| 6.   | Spagna                                                                  | 107   |
| 7.   | Belgio                                                                  | 125   |
| 8.   | Romania                                                                 | 131   |

### Individuale (donne senior)
| Pos. | Atleta                 | Tempo (m's") |
| ---- | ---------------------- | ------------ |
|      | Anita Weyermann        | 18'53"       |
|      | Constantina Diţă       | 19'01"       |
|      | Olivera Jevtić         | 19'03"       |
| 4.   | Liz Yelling            | 19'06"       |
| 5.   | Tatyana Tomashova      | 19'09"       |
| 6.   | Rakiya Maraoui-Quetier | 19'09"       |
| 7.   | Margarita Marusova     | 19'10"       |
| 8.   | Fatima Yvelain         | 19'14"       |

### Squadre (donne senior)
| Pos. | Nazione                                                      | Punti |
| ---- | ------------------------------------------------------------ | ----- |
|      | Francia Rakiya Maraoui-Quetier Fatima Yvelain Fatima Hajjami | 34    |
|      | Romania Constantina Diţă Iulia Olteanu Lelia Papură          | 35    |
|      | Portogallo Helena Sampaio Marina Bastos Analídia Torre       | 39    |
| 4.   | Gran Bretagna                                                | 41    |
| 5.   | Italia                                                       | 63    |
| 6.   | Irlanda                                                      | 67    |
| 7.   | Belgio                                                       | 82    |
| 8.   | Spagna                                                       | 88    |

### Individuale (uomini junior)
| Pos. | Atleta           | Tempo (m's") |
| ---- | ---------------- | ------------ |
|      | Hans Janssens    | 23'00"       |
|      | Guillaume Eraud  | 23'12"       |
|      | Turo Inkiläinen  | 23'12"       |
| 4.   | Martin Pröll     | 23'15"       |
| 5.   | Mo Farah         | 23'18"       |
| 6.   | Carlo Schuff     | 23'19"       |
| 7.   | Gunnar Osmundsen | 23'20"       |
| 8.   | Gary Murray      | 23'23"       |

### Squadre (uomini junior)
| Pos. | Nazione       | Punti |
| ---- | ------------- | ----- |
|      | Gran Bretagna | 26    |
|      | Francia       | 38    |
|      | Irlanda       | 43    |
| 4.   | Portogallo    | 45    |
| 5.   | Germania      | 54    |
| 6.   | Austria       | 81    |
| 7.   | Spagna        | 89    |
| 8.   | Italia        | 99    |

### Individuale (donne junior)
| Pos. | Atleta               | Tempo (m's") |
| ---- | -------------------- | ------------ |
|      | Inês Monteiro        | 12'48"       |
|      | Nicola Spirig        | 12'55"       |
|      | Ane Marie Moutsinga  | 13'02"       |
| 4.   | Türkan Erişmiş       | 13'07"       |
| 5.   | Kim Offergeld        | 13'09"       |
| 6.   | Sebile Bekele Özyurt | 13'10"       |
| 7.   | Minna Myllykoski     | 13'10"       |
| 8.   | Jéssica Augusto      | 13'11"       |

### Squadre (donne junior)
| Pos. | Nazione       | Punti |
| ---- | ------------- | ----- |
|      | Turchia       | 27    |
|      | Portogallo    | 32    |
|      | Belgio        | 34    |
| 4.   | Svizzera      | 40    |
| 5.   | Romania       | 49    |
| 6.   | Finlandia     | 68    |
| 7.   | Gran Bretagna | 79    |
| 8.   | Italia        | 92    |

## Medagliere
| Posizione | Paese         | Oro | Argento | Bronzo | Totale |
| --------- | ------------- | --- | ------- | ------ | ------ |
| 1         | Portogallo    | 2   | 3       | 1      | 6      |
| 2         | Gran Bretagna | 2   | 0       | 1      | 3      |
| 3         | Francia       | 1   | 2       | 1      | 4      |
| 4         | Svizzera      | 1   | 1       | 0      | 2      |
| 5         | Belgio        | 1   | 0       | 1      | 2      |
| 6         | Turchia       | 1   | 0       | 0      | 1      |
| 7         | Romania       | 0   | 2       | 1      | 3      |
| 8         | Finlandia     | 0   | 0       | 1      | 1      |
| 8         | Irlanda       | 0   | 0       | 1      | 1      |
| 8         | Jugoslavia    | 0   | 0       | 1      | 1      |
| Totale    | Totale        | 8   | 8       | 8      | 24     |